# Dia da Reforma Protestante
O dia da Reforma Protestante (em alemão: Reformationstag) é celebrado pelos Luteranos e outras igrejas cristãs que tiveram como origem, mesmo que distante, a Reforma Protestante iniciada por Martinho Lutero, no dia 31 de Outubro de 1517.
É um feriado nos estados alemães da Baixa Saxônia, Brandemburgo, Mecklemburgo-Pomerânia Ocidental, Saxônia, Saxônia-Anhalt e Turíngia.

## Origem da celebração
Neste dia, em 1517, o monge agostiniano Martinho Lutero pregou uma proposta de reforma nas portas da igreja de Wittenberg, debatendo a doutrina e prática de indulgências. Esta proposta é popularmente conhecida como as 95 teses, que foram pregadas na porta da Igreja do Castelo (Schlosskirche).
A princípio não foi um ato de provocação ou desafio. A Igreja do Castelo estava na rua principal de Wittenberg, e a porta da igreja funcionava como um quadro de avisos públicos e, portanto, o lugar lógico para colocar as notícias importantes. Além disso, estas teses foram escritas em latim, a língua da Igreja, e não em seu vernáculo alemão. No entanto, o caso gerou uma dura controvérsia entre Lutero e os aliados do Papa sobre uma variedade de doutrinas e práticas. Quando Lutero e seus seguidores foram excomungados em 1520, nasceu a tradição luterana.
Para a igreja Luterana, o Dia da Reforma é um feriado menor e é oficialmente definido como o Festival da Reforma. Até o século XX as igrejas luteranas celebravam o Dia da Reforma em 31 de outubro, não importasse o dia da semana. Hoje a maioria das igrejas protestantes muda sua celebração para que caia no domingo, e às vezes deslocam a data para ser celebrada no dia de Todos os Santos, em 1º de novembro, preservando assim muito das tradições católicas. A exceção neste sentido são os sabatistas, que costumam celebrar a data rigorosamente no dia 31, ou deslocar as celebrações para o sábado.
A cor litúrgica do dia é o vermelho, que representa o Espírito Santo e os mártires da Igreja Cristã. O Hino de Lutero, Ein feste Burg ist unser Gott (na versão em português, "Castelo Forte é Nosso Deus"), é tradicionalmente cantado neste dia. Todos permanecem de pé durante o hino, em memória ao seu uso nas guerras religiosas do século XVI. Há também a tradição que alguns alunos de igrejas protestantes representarem cenas da vida de Lutero.